# Панір тікка масала
Панір тікка масала — страва індійської кухні, яка готується з маринованого сиру панір в пряному соусі. Рецепт є вегетаріанською альтернативою курячому тікка масала.

## Галерея

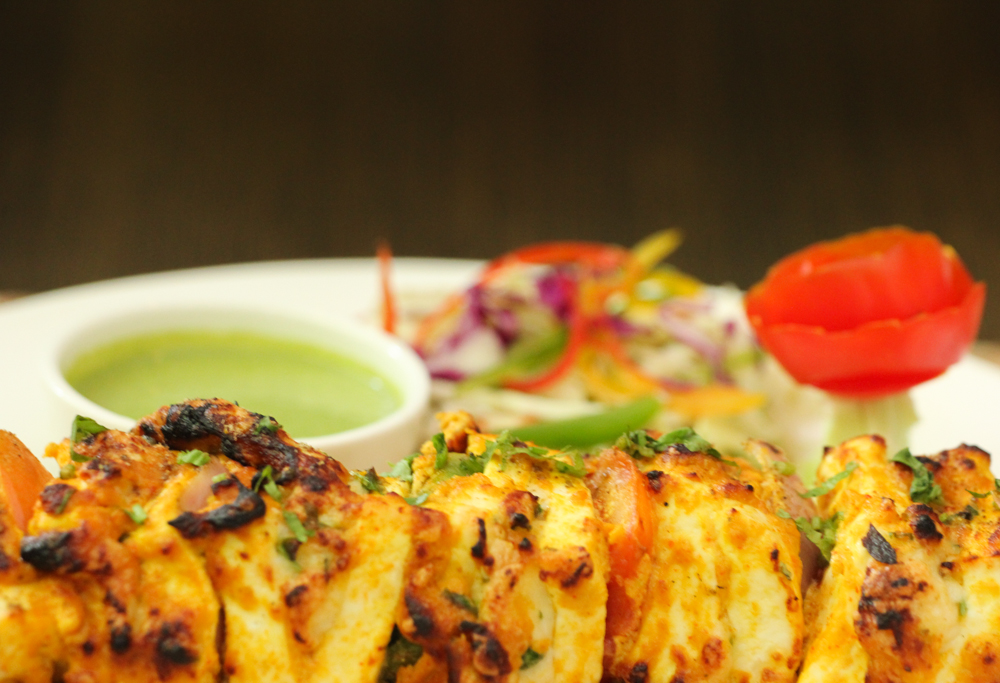
Панір тікка масала класична
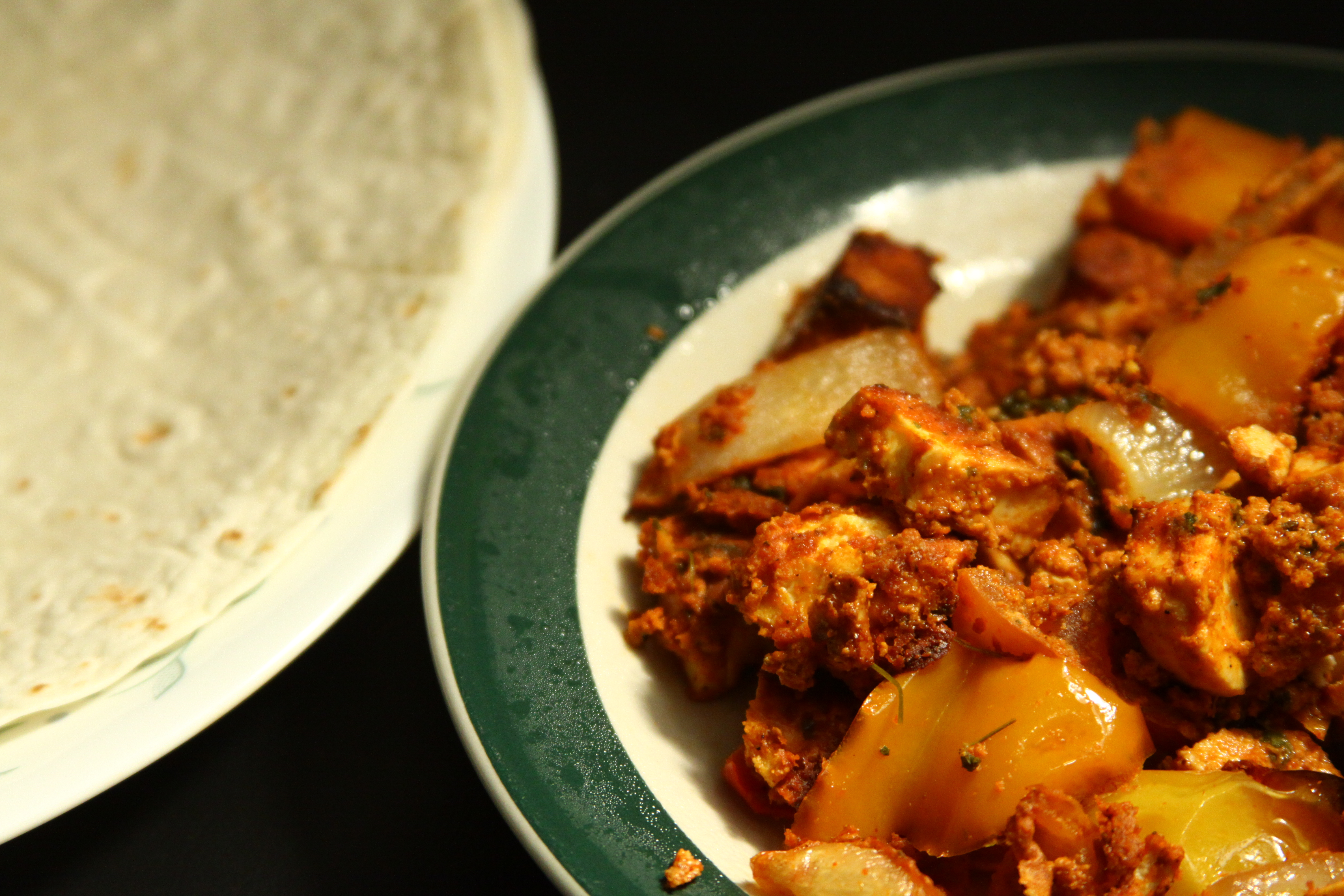
Панір тікка масала з хлібом роті
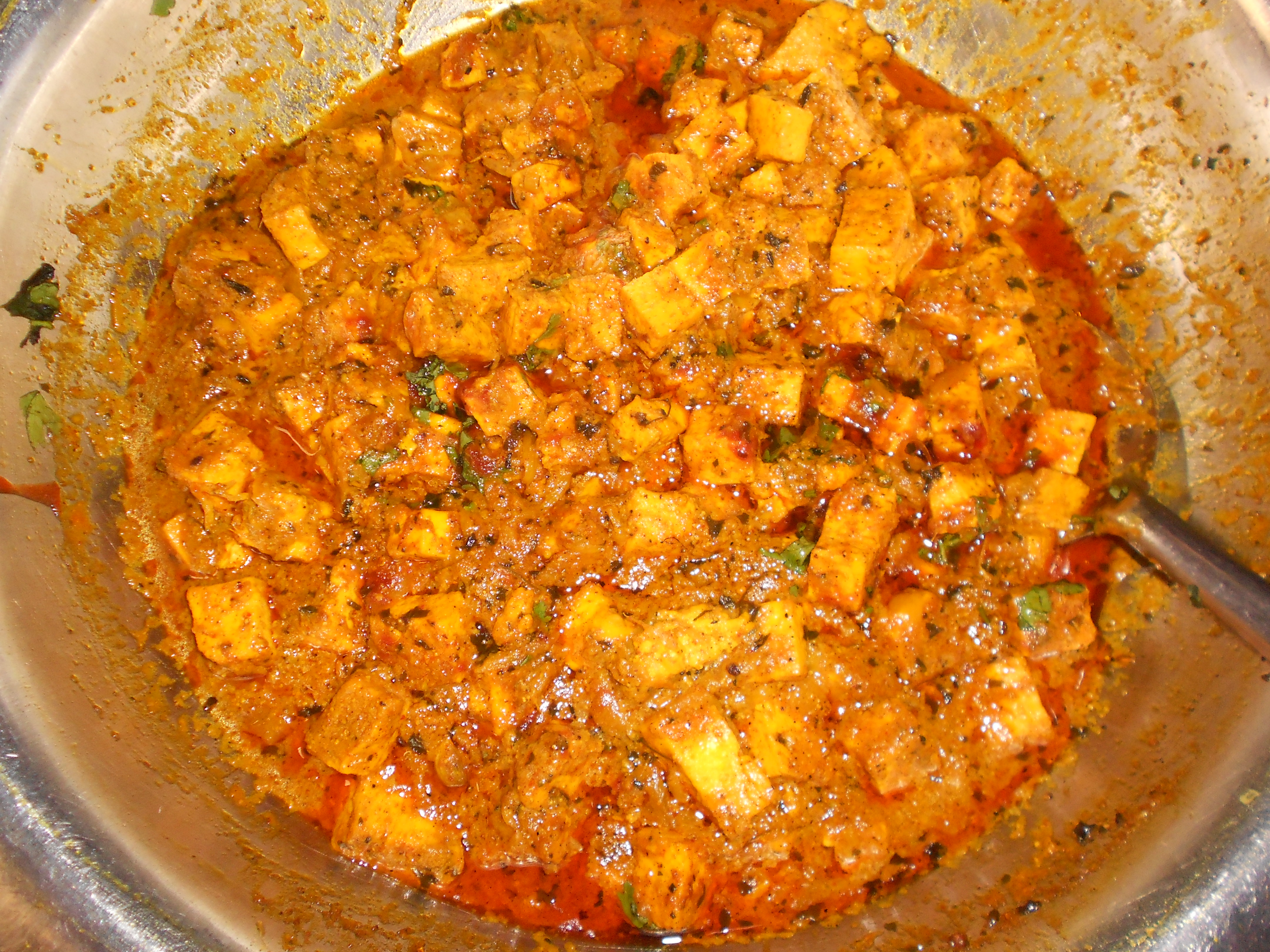
Приготування страви
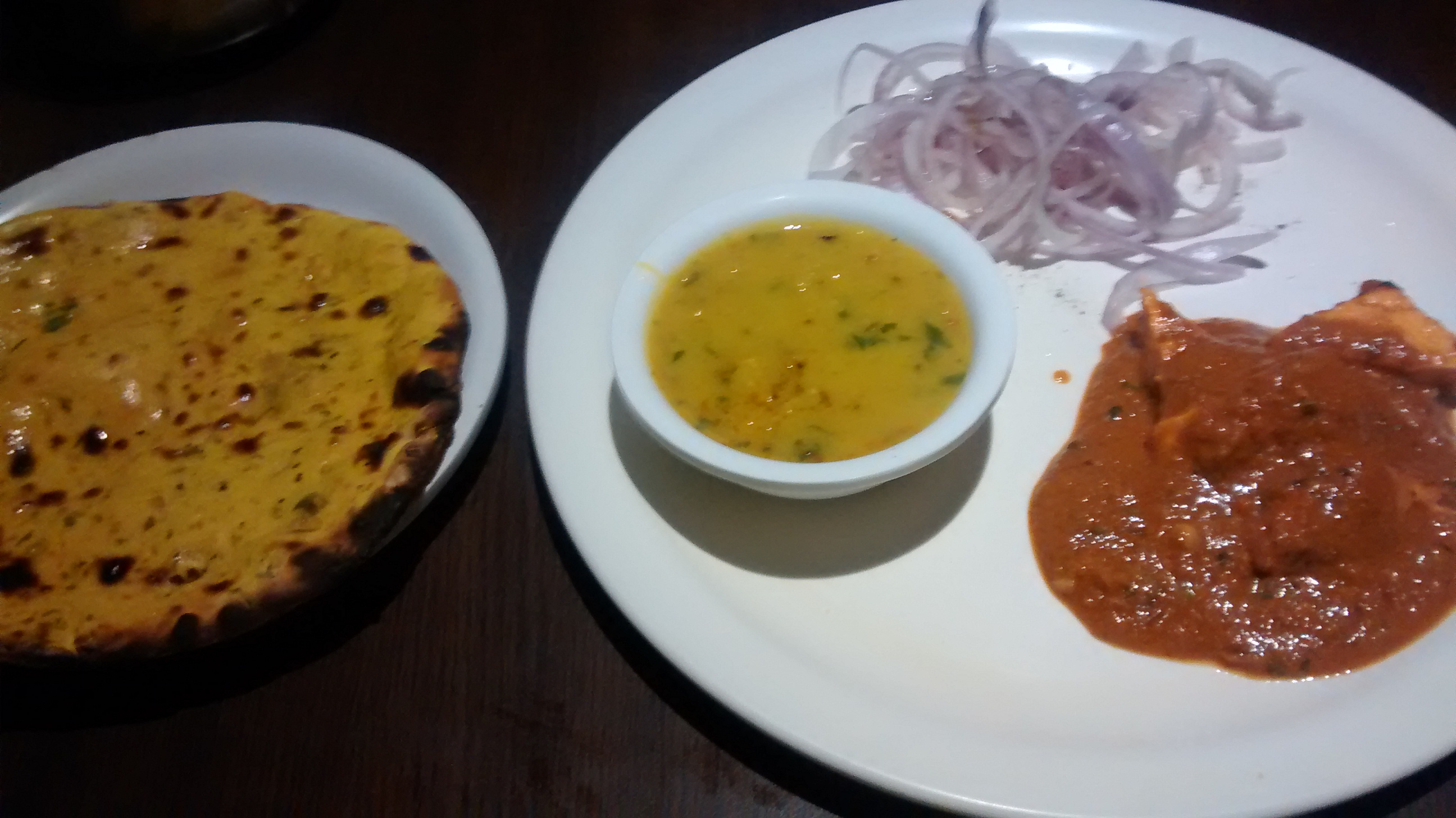
Панір тікка масала з смаженою картоплею Даль та Макке кі роті
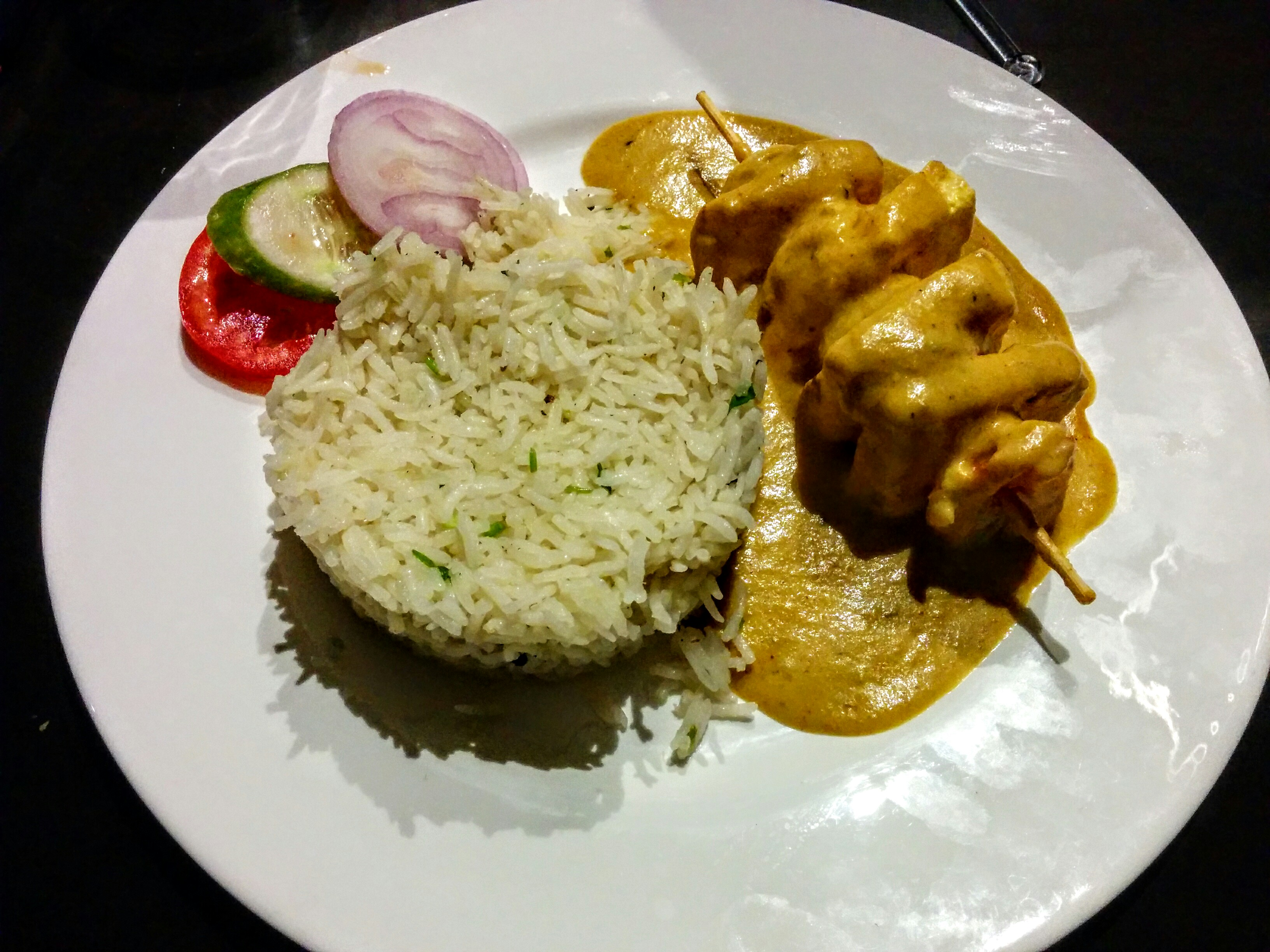
Панір тікка масала з маслом